# 수요일
| 요일   | 요일   | 요일   | 요일   | 요일   | 요일   | 요일   |
| ------ | ------ | ------ | ------ | ------ | ------ | ------ |
| 월요일 | 화요일 | 수요일 | 목요일 | 금요일 | 토요일 | 일요일 |

수요일(水曜日, Wednesday)은 요일 중의 하나로, 화요일 뒤의 날, 목요일 앞의 날이다. 월요일을 우선으로 하는 국가에서는 ISO 8601의 권고에 따라 한 주의 세 번째 날이다. 일요일을 우선으로 하는 국가에서는 한 주의 네 번째 날이다.
전통적 기독교 달력에서는 일요일을 기준으로 한 주의 넷째 날로 보는데, 대한민국의 일상에서 쓰이는 달력에서는 기독교와 일본의 영향으로 화요일에 이어 네번째에 배치된다.

## 이름
많은 유럽어권에서 수요일은 '오딘의 날'(영어: Wednesday, 덴마크어: onsdag) 또는 '메르쿠리우스의 날'(프랑스어: mercredi, 이탈리아어: mercoledì)을 어원으로 하고 있는데, 오딘과 메르쿠리우스 모두 수성을 상징하는 신이므로, 한국과 일본에서는 '수요일'로 불린다.

### 중국
- 중국에서는 수요일을 한 주의 셋째 날이라는 의미로 '星期三'이라고 한다.

## 행사와 문화

### 선거
- 대한민국의 선거는 수요일에 치러진다. 선거일이 주말과 가까우면 투표율이 떨어지기 때문이다.[2] 다만, 공휴일 혹은 그 인접일일 경우 해당일은 피한다는 규정이 있다.

- 대통령 선거: 임기만료일 전 70일 이후 첫 번째 수요일
- 국회의원 선거: 임기만료일 전 50일 이후 첫 번째 수요일
- 지방 선거: 임기만료일 전 30일 이후 첫 번째 수요일
- 재보궐선거:4월, 10월 첫 번째 수요일

### 기타
- FIFA에서는 보통 이 날에 FIFA 월드랭킹을 결정한다.
- UEFA 챔피언스리그의 결승전은 5월 셋째~넷째 주 수요일에 행해진다.
- UEFA컵의 결승전은 5월 둘째~셋째 주 수요일에 행해진다.
- 1994년부터 2005년까지 대학수학능력시험을 치른 요일이다.
- 기독교 일부 종파는 사순 시기의 첫날을 재의 수요일로 기념한다.
- 대한민국에서는 수요집회가 주한 일본 대사관 앞에서 진행된다.

## 같이 보기
- 수요일로 시작하는 평년
- 수요일로 시작하는 윤년